# Katar-Rundfahrt 2011
Die 10. Katar-Rundfahrt (Tour of Qatar) war ein Rad-Etappenrennen. Es fand für die Frauen vom 2. bis 4. Februar und für die Männer vom 6. bis 11. Februar statt.

## Rennen der Männer
Die Katar-Rundfahrt war Teil der UCI Asia Tour und war in die Kategorie 2.1 eingestuft. Das Radrennen wurde in sechs Etappen über eine Distanz von 714 Kilometern ausgetragen. Es begann mit einem Mannschaftszeitfahren in der Hauptstadt Doha im Cultural Village. Die Strecke bot keine topografischen Schwierigkeiten, so dass Sprinter die Rundfahrt dominierten.
Den Sieg sicherte sich der Australier Mark Renshaw von HTC-Highroad knapp vor seinem Landsmann Heinrich Haussler (Team Garmin-Cervélo) und dem Italiener Daniele Bennati von Leopard Trek.

### Teilnehmer
Der Veranstalter Amaury Sport Organisation konnte zehn ProTeams für die Veranstaltung gewinnen. Zudem standen noch die Professional Continental Teams Skil-Shimano, Topsport Vlaanderen-Mercator, FDJ, Geox-TMC, Farnese Vini-Neri Sottoli und An Post-Sean Kelly am Start. Nominiert wurden zehn Deutsche, ein Österreicher und drei Schweizer.
| UCI ProTeams Quickstep Cycling Team HTC-Highroad Lampre-ISD                      | Leopard Trek Katusha Team Rabobank Cycling Team       | Sky ProCycling Team Garmin-Cervélo BMC Racing Team | Pro Team Astana |
| UCI Professional Continental Teams Skil-Shimano Topsport Vlaanderen-Mercator FDJ | Geox-TMC Farnese Vini-Neri Sottoli An Post-Sean Kelly |                                                    |                 |

### Etappen und Rennverlauf
Die Katar-Rundfahrt startete mit einem kurzen Prologzeitfahren im Cultural Village der Hauptstadt Doha. Der niederländische Spezialist Lars Boom konnte sich hier das Goldene Trikot vor Zeitfahrweltmeister Fabian Cancellara sichern. Die erste Etappe quer über die Halbinsel, auf der wie auf allen anderen Abschnitten zwei Zwischensprints anstanden, endete im Sprint einer großen Gruppe, die sich nach einer Windkante gebildet hatte und fünf Minuten auf das übrige Feld herausfahren konnte. Dank der Zeitbonifikationen im Ziel übernahm Tagessieger Tom Boonen (Quickstep Cycling Team) das Goldene Trikot. Am folgenden Tage konnte Boonen es nur knapp um eine Sekunde verteidigen, da der Deutsch-Australier Heinrich Haussler, am Vortag Zweiter, den Massensprint gewann, während Boonen als Sechster keine Zeitgutschrift mehr erhielt.
Die dritte Etappe führte im Süden Dohas mehrmals zwischen Al Wakra und Mesaieed hin und her, wobei erneut der Wind eine gewichtige Rolle spielte. Nach einer Windkante teilte sich das Feld, und auch in der Folge konnten viele Fahrer dem Tempo der ersten Gruppe nicht mehr folgen. Wieder konnte Team Garmin-Cervélo-Fahrer Heinrich Haussler den Sprint erfolgreich gestalten und übernahm auch die Gesamtführung, weil Tom Boonen aufgrund eines Defektes zurückgefallen war. Das Feld wurde auch am nächsten Tag kurz vor dem Ziel auseinandergerissen. Tagessieger Mark Renshaw (HTC-Highroad) übernahm Gold, weil Haussler als Vierter keine Bonifikation erhielt. Da Renshaw sich auch am Schlusstag, der die Profis wieder hinein in die Hauptstadt Doha führte, wertvolle Zeitgutschriften an den beiden Zwischensprints erarbeitete, konnte er das Rennen schließlich gewinnen, auch wenn er und Haussler in den Kampf um den Tagessieg nicht eingreifen konnten, den sich der italienische Neo-Profi Andrea Guardini von Farnese Vini-Neri Sottoli sicherte.
| Etappe | Tag         | Start – Ziel                         | km    | Etappensieger     | Gesamterster      |
| ------ | ----------- | ------------------------------------ | ----- | ----------------- | ----------------- |
| P      | 06. Februar | Cultural Village EZF                 | 02    | Lars Boom         | Lars Boom         |
| 1.     | 07. Februar | Dukhan – Al Khor Corniche            | 145,5 | Tom Boonen        | Tom Boonen        |
| 2.     | 08. Februar | Camel Race Track – Doha Golf Club    | 135,5 | Heinrich Haussler | Tom Boonen        |
| 3.     | 09. Februar | Al Wakra – Mesaieed                  | 150,5 | Heinrich Haussler | Heinrich Haussler |
| 4.     | 10. Februar | West Bay Lagoon – Al Kharaitiyat     | 153,5 | Mark Renshaw      | Mark Renshaw      |
| 5.     | 11. Februar | Sealine Beach Resort – Doha Corniche | 126,5 | Andrea Guardini   | Mark Renshaw      |